# علی‌آباد (بخش مرکزی اردستان)
 علی‌آباد (اردستان)، روستایی از توابع بخش مرکزی شهرستان اردستان در استان اصفهان ایران است.

## جمعیت
این روستا در دهستان برزاوند قرار دارد و براساس سرشماری مرکز آمار ایران در سال ۱۳۸۵، جمعیت آن ۲۳ نفر (۱۱خانوار) بوده‌است.